# Catharinus Dulcis
Catherin Le Doux, en latin Catharinus Dulcis (Cruseilles, 1540 - 6 juin 1626), est un pédagogue et philologue français, professeur en Allemagne, auteur surtout de traductions à des fins scolaires et de manuels sur la langue italienne.

## Biographie
Catherin Le Doux a lui-même raconté sa vie dans un Breviarium (voir ses œuvres ci-dessous). Ce document a servi par la suite à toutes les notices biographiques le concernant. Voici ce qu'on y apprend :
Né en 1540 à Cruseilles en Savoie, il fit ses études au collège d’Annecy et les acheva à Strasbourg avec une telle distinction qu’il fut fait gouverneur du jeune comte Ernest d’Ortembourg. Il fit avec lui le voyage d’Allemagne, fut ensuite attaché à la cour des princes de Bade, de Wurtemberg et de l’électeur palatin, en la compagnie desquels il fit plusieurs autres voyages. Leurs courses les menèrent jusqu’à Constantinople. Revenant par mer et visitant les îles de l’Archipel, il fut pris près de l’île Samos par une galère turque et resta quelques semaines dans les fers. Racheté bientôt par les soins de Cantinier, envoyé français auprès de la Porte, il continua de se livrer à son ardeur pour les voyages lointains, demeura quelques mois dans l’île de Crète et visita l’Égypte, la Palestine, la Syrie. Il demeura treize mois dans l’île de Chypre, où il fut en grande faveur auprès du connétable Ant. d’Avila, qui l’employa à traduire en italien les anciens privilèges accordés aux principales familles grecques, aux Paléologues, aux Giustiniani, et que personne n’entendait plus, étant écrits en vieux français. Voyant l’île sur le point d’être attaquée par les Turcs, Dulcis revint à Venise et de là à Vienne. Mais son humeur inquiète le remit bientôt en route : il parcourut la Hongrie, fut complètement dépouillé par des brigands dans la Moravie, passa en Silésie et en Pologne, trouvant partout d’anciennes connaissances. Voulant passer en Suède, il fit naufrage et se contenta de parcourir la Poméranie, le Mecklembourg, le Holstein et le Danemark, d’où il revint en France. À la recommandation de Pierre de La Ramée et de Pierre Pithou, il fut fait gouverneur de quelques jeunes seigneurs en Poitou, qu'il accompagna dans la suite aux universités de Marbourg, de Leipzig et de Wittenberg. À la nouvelle du massacre de la Saint-Barthélemy, il confia ses élèves à des personnes sûres et brava tous les dangers pour aller à Paris, en Angleterre et à la Rochelle, pour donner de leurs nouvelles à leurs parents. Quelque temps après, l’aîné de ces jeunes gens ayant accompagné le duc d’Anjou (Henri III), lorsqu’il alla prendre possession du Royaume de Pologne, Dulcis fit avec les autres divers voyages en Suisse et en Angleterre, en Flandre, en France et en Italie. Échappé avec peine aux brigands qui infestaient la côte de Gênes, il ramena enfin ses élèves à la Rochelle, où leurs parents, gênés apparemment eux-mêmes, ne récompensèrent ses soins que par des louanges et des promesses. Dulcis prit alors le parti des armes, suivit quelque temps la cour du roi de Navarre, fut encore chargé de l’éducation de quelques jeunes seigneurs protestants et, obligé enfin de sortir de France comme huguenot, il revint dans sa patrie, où il épousa Gasparde de Chissé. La guerre s’étant allumée en Savoie, Cruseille fut mise au pillage. Échappé, presque nu, Dulcis s’enfuit à Nuremberg, accompagna de là quelques jeunes gentilshommes en Hongrie, y donna des leçons de langues française et italienne, passa quelque temps à Prague, et vint enfin à Wittenberg, comme professeur des mêmes langues. Il n’y demeura pas longtemps. Il fit encore des voyages en Angleterre et en Écosse, en Flandre, en Moravie et en Allemagne, presque toujours à la suite de quelques princes. Ce ne fut qu’en 1603 qu’il parut se fixer à Cassel, comme professeur de langues étrangères, car il parlait presque toutes celles de l’Europe. Il employa son temps libre à composer des comédies, des dialogues et différentes traductions. En 1605, il alla enseigner les langues à Marbourg, son inconstance ne lui permettant pas de séjourner trop longtemps dans un même lieu.

## Œuvres
- Scola italica (Francfort, 1605, 1614, 1616, 1620 ; Cologne, 1631, 1641, 1643). Diverses parties de ce manuel avaient été publiées séparément à partir de 1593.
- Plusieurs rééditions de la Mora de Giovanni Calderari (Venise, 1588) sous des titres divers (Wittenberg, 1594 ; Tübingen, 1599...).
- Dialogi sacri XXXIV. Composti in lingua Latina, da Seb. Castiglione. E nuovamente tradotti da Catharino Dolci, Augsbourg, Michel Manger, 1600.
- Tobie, comédie de Catherin Le Doux : En laquelle on void comme les mariages sont faicts au ciel : & qu'il n'y a rien qui eschappe la providence de Dieu, Cassel, Guillaume Wessel, 1604. (présentation de l'auteur, réédition moderne et étude des sources par Cullière, p. 179-268).
- Aminte. Pastorale du Sieur Torquato Tasso. Traduite en prose Françoise par Catherin Le Doux [...], Marburg, Jean Saur, 1618.
- Catharini Dulcis linguarum exoticarum in Academia Marpurgensi professoris vitae curriculi Breviarum, Marpurgi Cattorum, ex officina Typographica Sauriana, 1622, 24 p.

## Portraits
- Paul Freher, Theatri virorum eruditione clarorum tomus posterior, Nuremberg, Johann Hofmann, 1688, pl. 77, entre les pages 1498-1499 (reproduction dans Cullière, p. 179).
- Ferdinand Justi, Urbs et Academia Marpurgensis succincte descripta et typis efformata a Wilhelmo Dilichio. Supplementum editionis Caesarianae. Professorum Marpurgensium icones a Wilhelmo Dilichio delineatas edidit Ferdinandus Justi, Marburg, N.G. Elwert, 1898, p. 22, portrait 51 (reproduction dans Cullière, p. 246).